# Borovany (Písek)
Borovany è un comune della Repubblica Ceca facente parte del distretto di Písek, in Boemia Meridionale.